# متحف دورا
متحف دورا الأثري، يقع وسط مدينة دورا بمحافظة الخليل جنوب الضفة الغربية، ويضم المتحف قاعة لاستقبال الطلبة والوافدين للتعرف على القطع الأثرية.

## الوصف
- مقام المبنى على مساحة 600 متر مربع، ويتكون من طابقين.[4]

- أنشأ المتحف من قبل بلدية دورا عام 2009 وبدعم من وزارة السياحة والآثار الفلسطينية ومنظمة اليونسكو.[5][6]

- يضم المتحف آلاف القطع الأثرية، بهدف تعريف الأجيال بالتراث وأهميته، والحفاظ على الذاكرة الفلسطينية.[7]

- يرتب المتحف القطع الأثرية حسب التسلسل الزمني لتاريخ فلسطين والحضارات الأخرى.[8]

- يحوي المتحف قطعاً أثرية لها علاقة بالزواج والفلاحة والزراعة واللباس وأواني الطهي والطبخ والحلي والزينة.[9]

## مقتنيات أثرية

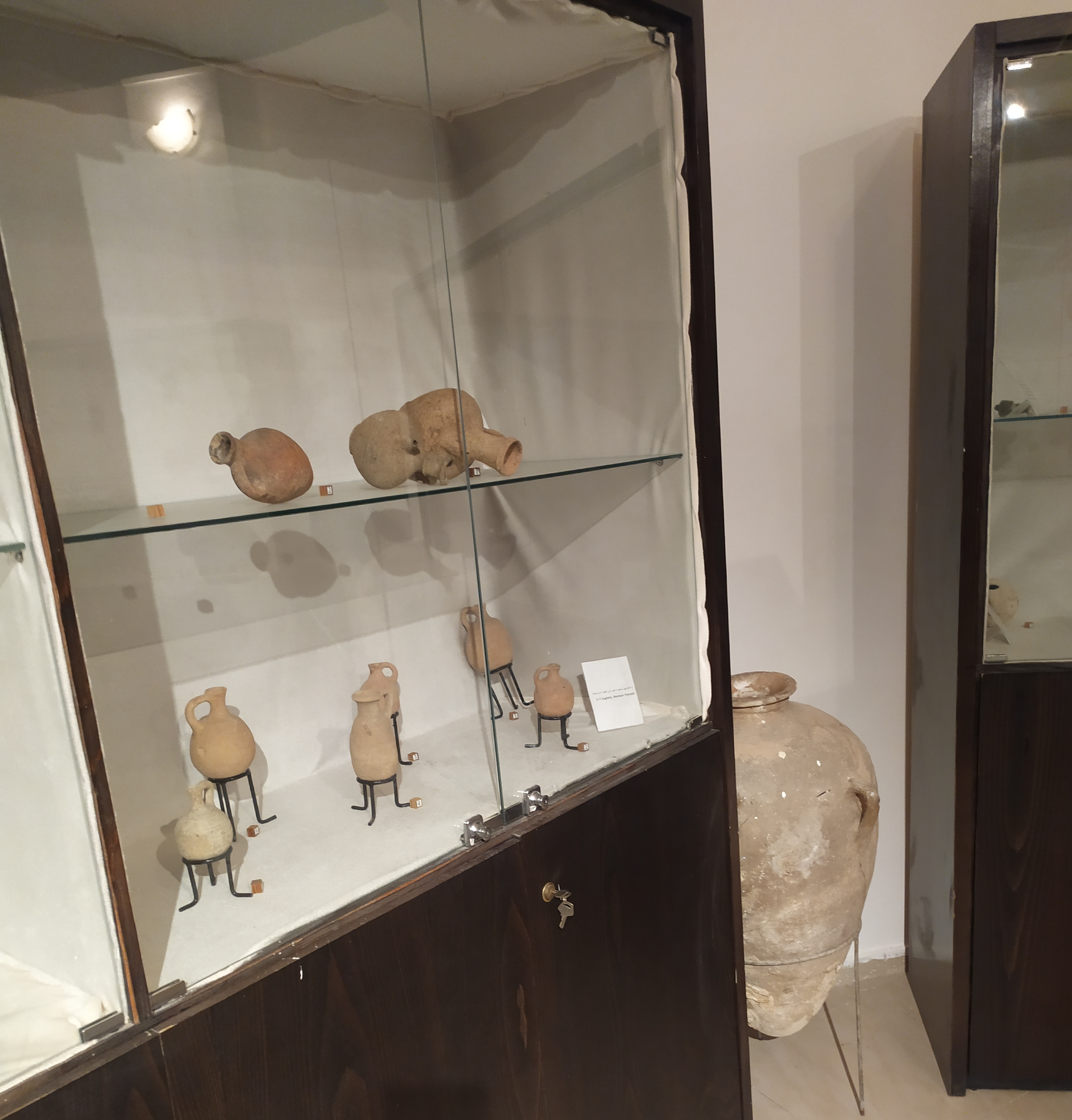
مقتنيات أثرية توثق الحقب التاريخية
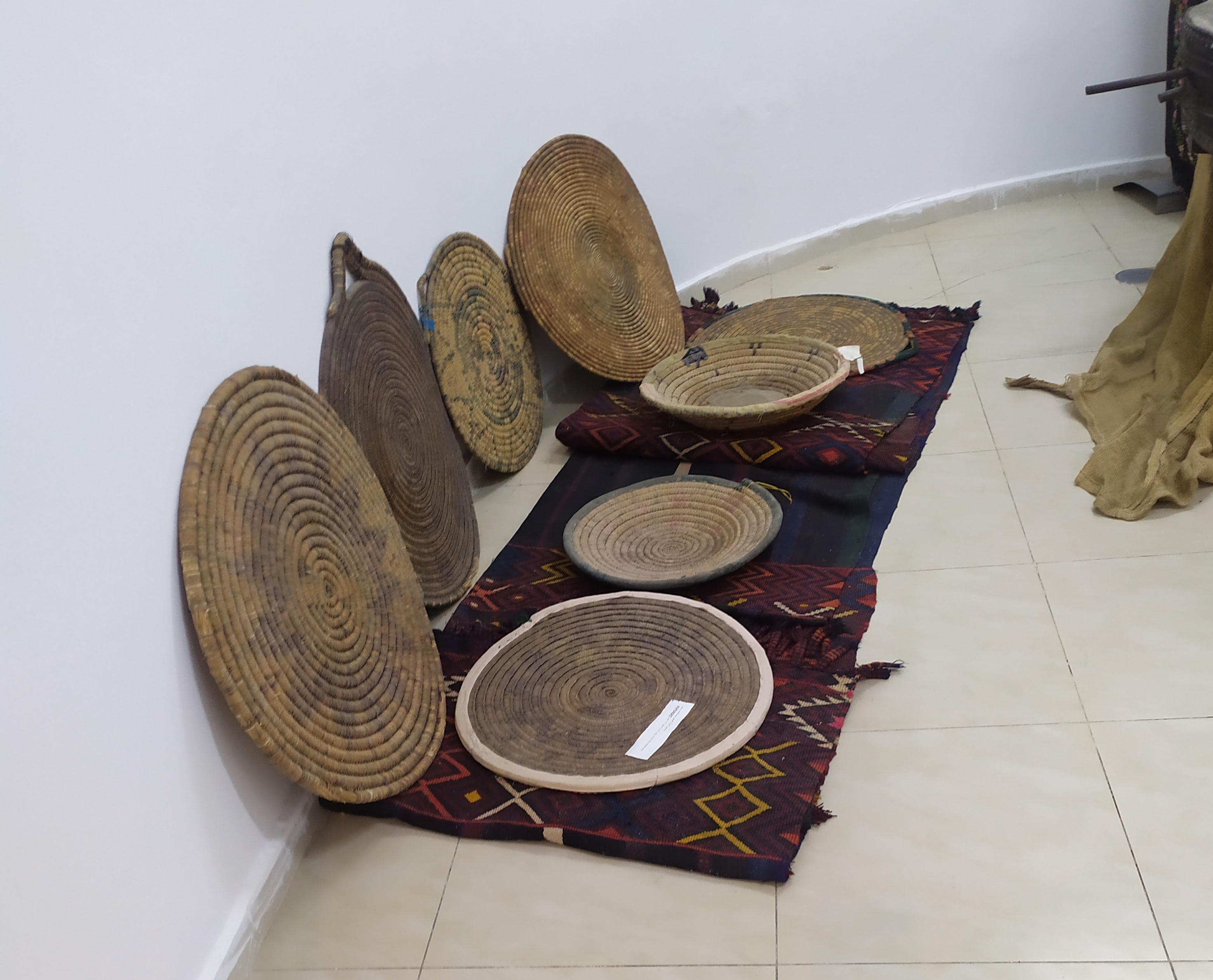
صواني وأطباق قش لحفظ الطعام مصنوعة من القمح
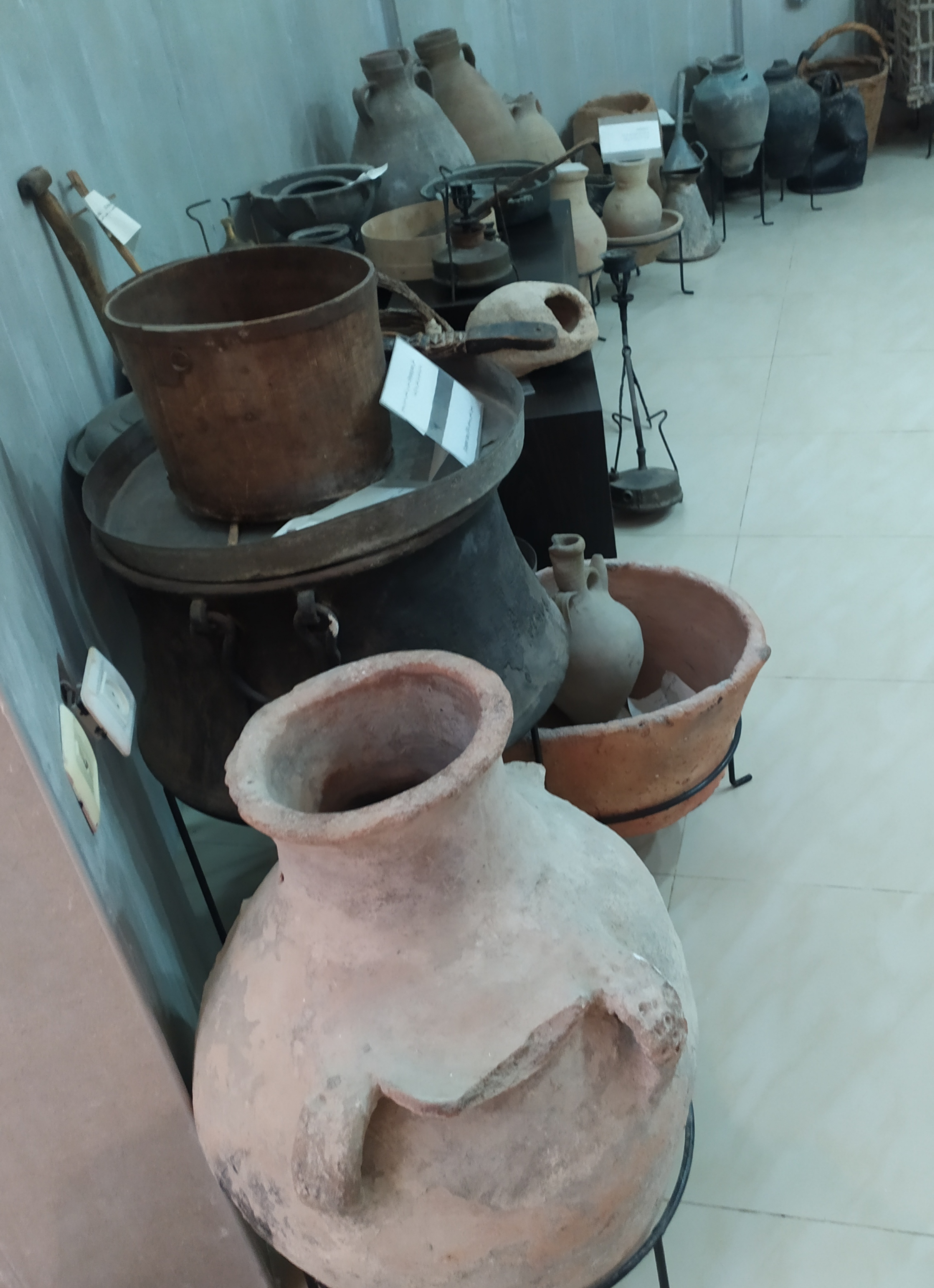
أواني ومقتنيات أثرية قديمة